# Nikola Koljević
Nikola Koljević (serbio cirílico: Никола Кољевић; nacido el 9 de junio de 1936 en Banja Luka, Reino de Yugoslavia (hoy Bosnia y Herzegovina), muerto el 25 de enero de 1997 en Belgrado, Serbia, FR Yugoslavia) fue un político, profesor universitario, traductor y ensayista serbobosnio, uno de los estudiosos de Shakespeare más importantes de Yugoslavia. 

## Biografía
Koljević nació en una destacada familia de comerciantes. Su hermano mayor, Svetozar (nacido en 1930), fue un renombrado estudioso que escribió extensamente sobre la poesía épica serbia. En las primeras elecciones en 1990 tras la política de partido único, fue elegido como miembro serbio de la Presidencia de Bosnia y Herzegovina. En abril de 1992 dejó la Presidencia y durante la Guerra de Bosnia ocupó el puesto de vicepresidente de la República Srpska.
Distintas fuentes lo señalan como ideólogo del ataque que en agosto de 1992 destruyó Vijećnica (por entonces Biblioteca Nacional, emplazada en Sarajevo), durante el Sitio de Sarajevo, en un bombardeo que ocasionó la pérdida de cientos de miles de volúmenes que incluían incunables, archivos de importancia histórica nacional, rarezas bibliográficas y manuscritos austrohúngaros y otomanos. Recibió la más alta orden de la Republika Srpska, la "Orden de República con Fajín". Koljević fue la única persona que firmó la declaración en nombre de la Republika Srpska aprobando la Constitución de Bosnia y Herzegovina cuando quedó en el Anexo 4, fuera del Acuerdo Marco General.
Se ha sugerido que Koljević entró en política porque le molestó el hecho de que durante toda su vida tuvo que vivir a la sombra de su famoso hermano mayor. Habiendo impartido clases sobre Shakespeare durante muchos años en la Universidad de Sarajevo, su implicación tardía en la política nacionalista serbia había sorprendido a su alumnado musulmán anterior, entre el que conservaba buenos amigos después de su graduación, porque nunca antes había mostrado el más mínimo rastro de prejuicio. Un hijo de Koljević murió en un accidente unos cuantos años antes del comienzo de la Guerra de Bosnia. Se ha sugerido que el trauma causado por este acontecimiento habría impelido a Koljević a asumir su propia vida como una tragedia Shakespeareana, con él como protagonista de la función.
El 16 de enero de 1997 intentó suicidarse disparándose en la cabeza, y murió una semana más tarde en un hospital de Belgrado.

## Trabajos
- Teorijski osnovi nove kritike, 1967
- O uporednom i sporednom, 1977
- Ikonoborci i ikonobranitelji, 1978
- Šekspir, tragičar, 1981
- Pesnik iza pesme, 1984
- "Tajna" poznog Dučića: interpretacija, 1985
- "Lamnet nad Beogradom" Miloša Crnjanskog, 1986
- Klasici srpskog pesništva, 1987
- Otadžbinske teme, 1995
- Andrićevo remek-delo, 1995
- Od Platona do Dejtona: (zapisi o državi našim povodom), 1996